# 勐波区
勐波区，是缅甸佤邦勐波县下辖的一个区。

## 地理
勐波区是勐波县治，位于邦康特区东南，南接勐嘎区，东接贺岛区，西接南排区，西北接邦康特区和勐能县邦阳区，北邻中国云南省孟连县勐马镇。

## 行政区划
勐波区下辖5乡：
- 街道乡（Eung' Kai' Tao'）
- 勐波乡（Eung' Meung' Pawg'）
- 永黑乡（Eung' Yong' Hie'）：扩别村
- 芒光乡（芒广乡）：南糯老寨村、南糯新寨村[5]
- 南恩乡：文山村[6]、马糯地村